# Craig Zobel
Roger Craig Zobel (Nueva York, Estados Unidos, 16 de septiembre de 1975) es un director de cine, guionista, productor y actor estadounidense, de vídeos musicales, cine y televisión. Es conocido por dirigir las películas Compliance (2012) y The Hunt (2020). En televisión ha dirigido episodios de las series The Leftovers, American Gods y Westworld. En 2021, dirigió la miniserie Mare of Easttown de HBO.

## Vida personal
Zobel nació en Nueva York y creció en Atlanta, Georgia. Estudió cine en la Escuela de Artes de Carolina del Norte junto a David Gordon Green y otros futuros colaboradores. Él es de origen judío.

## Carrera
Después de graduarse, Zobel trabajó en las primeras tres películas de Green: George Washington (2000), All the Real Girls (2003) y Undertow, legado de violencia (2003), ya sea como coproductor, gerente de producción o director de segunda unidad.
En 2000, Zobel creó Homestar Runner, una caricatura de internet animada en Flash que mezcla humor surrealista con referencias a la cultura pop. Zobel cocreó el concepto inicial y algunos personajes para un libro con Mike Chapman usando el nombre "Homestar Runner", acuñado por su amigo en común James Huggins, que luego se convirtió en la caricatura animada en Flash de Mike y Matt Chapman. En un día libre, mientras Zobel y Chapman trabajaban en trabajos de verano en torno a los Juegos Olímpicos de Verano de 1996, una visita a una librería los llevó a parodiar el estado de los libros para niños, lo que llevó a la creación de la caricatura.
Zobel ha dirigido, escrito y producido varias películas, incluidas Great World of Sound (2007) y Compliance (2012). En agosto de 2019, el distribuidor Universal pospuso el estreno de la película de terror y suspenso de Zobel, The Hunt, en respuesta al Tiroteo de El Paso de 2019, y el estudio canceló la fecha original de la película del 27 de septiembre de 2019 y la movió al 13 de marzo de 2020.
En 2021 dirigió para HBO la miniserie Mare of Easttown, protagonizada por Kate Winslet y Evan Peters.

## Filmografía

### Cine
| Año  | Título                                         | Director | Guionista | Productor | Nota       |
| ---- | ---------------------------------------------- | -------- | --------- | --------- | ---------- |
| 2001 | A Letter from My Father                        | ✓        |           |           |            |
| 2007 | Great World of Sound                           | ✓        | ✓         | ✓         |            |
| 2009 | Of Montreal: In a Fit of Hercynian Prig, Oculi | ✓        |           |           | Documental |
| 2012 | Compliance                                     | ✓        | ✓         | ✓         |            |
| 2015 | Z for Zachariah                                | ✓        |           |           |            |
| 2020 | The Hunt                                       | ✓        |           | ✓         |            |

### Televisión
| Año       | Título           | Director | Guionista | Nota                             |
| --------- | ---------------- | -------- | --------- | -------------------------------- |
| 1996      | Homestar Runner  | ✓        | ✓         | 1 episodio: "Super NES"          |
| 2015-2017 | The Leftovers    | ✓        |           | 3 episodios                      |
| 2016      | Outcast          | ✓        |           | 1 episodio: "The Road Before Us" |
| 2017      | American Gods    | ✓        |           | 1 episodio: "Git Gone"           |
| 2018      | Westworld        | ✓        |           | 1 episodio: "Akane No Mai"       |
| 2018      | One Dollar       | ✓        |           | 10 episodios                     |
| 2021      | Mare of Easttown | ✓        |           | 7 episodios                      |

### Cortometrajes
- 2013: Iggy Pop Has His Fortune Told
- 2013: Iggy Pop and the Stooges Scarecrow
- 2013: Iggy Pop: Ready to Die
- 2014: Pills

## Premios y nominaciones
| Año  | Premio                                     | Categoría                                       | Trabajo              | Resultado |
| ---- | ------------------------------------------ | ----------------------------------------------- | -------------------- | --------- |
| 2007 | Premios Gotham                             | Director revelación                             | Great World of Sound | Ganador   |
| 2007 | Premios Gotham                             | Mejor Película                                  | Great World of Sound | Nominado  |
| 2007 | Sarasota Film Festival                     | Premio Visión Independiente                     | Great World of Sound | Ganador   |
| 2008 | Premios Independent Spirit                 | Mejor Ópera Prima                               | Great World of Sound | Nominado  |
| 2012 | Amazonas Film Festival                     | Mejor Película                                  | Compliance           | Ganador   |
| 2012 | Deauville Film Festival                    | Gran Premio Especial                            | Compliance           | Nominado  |
| 2012 | Detroit Film Critics Society Awards        | Artista Revelación                              | Compliance           | Nominado  |
| 2012 | Ghent International Film Festival          | Mejor Película                                  | Compliance           | Nominado  |
| 2012 | Festival Internacional de Cine de Locarno  | Leopardo de Oro                                 | Compliance           | Nominado  |
| 2012 | Festival Internacional de Cine de Locarno  | Premio del Jurado Junior - Internacional        | Compliance           | Nominado  |
| 2012 | Milwaukee Film Festival                    | Mejor Película                                  | Compliance           | Nominado  |
| 2012 | Phoenix Film Critics Society Awards        | Premio Revelación Detrás de Cámara              | Compliance           | Nominado  |
| 2012 | Sarasota Film Festival                     | Mejor Narrativa                                 | Compliance           | Nominado  |
| 2012 | Festival de Cine de Sitges                 | Mejor Película                                  | Compliance           | Nominado  |
| 2012 | Stockholm Film Festival                    | Mejor Película                                  | Compliance           | Nominado  |
| 2012 | Festival de Cine de Sundance               | Best of Next!                                   | Compliance           | Nominado  |
| 2012 | Tallinn Black Nights Film Festival         | Mejor Película Independiente                    | Compliance           | Nominado  |
| 2013 | Cinema Eye Honors Awards, US               | Premio Heterodox                                | Compliance           | Nominado  |
| 2013 | Dublin Film Critics Circle Awards          | Mejor Guion                                     | Compliance           | Nominado  |
| 2015 | Festival de Cine de Sundance               | Gran Premio del Jurado - Drama                  | Z for Zachariah      | Nominado  |
| 2016 | Gold Derby Awards                          | Episodio Drama del Año                          | The Leftovers        | Ganador   |
| 2019 | Gold Derby Awards                          | Episodio Drama de la Década                     | The Leftovers        | Nominado  |
| 2021 | Primetime Emmy Awards                      | Mejor Serie Limitada o de Antología             | Mare of Easttown     | Nominado  |
| 2021 | Primetime Emmy Awards                      | Mejor Director en Serie Limitada o de Antología | Mare of Easttown     | Nominado  |
| 2021 | International Online Cinema Awards (INOCA) | Mejor Director en Serie Limitada o Telefilme    | Mare of Easttown     | Nominado  |
| 2022 | Directors Guild of America, USA            | Mejor Director en Serie Limitada o Telefilme    | Mare of Easttown     | Nominado  |